# فنسنت كولينز
فنسنت كولينز (23 سبتمبر 1917 بسيدني في أستراليا - 30 أكتوبر 1989) (بالإنجليزية: Vincent Collins)‏ هو لاعب كريكت أسترالي.

## وصلات خارجية
- فنسنت كولينز على موقع إي آس بي آن كريك إنفو (الإنجليزية)